# Yolanda und der Dieb
Yolanda und der Dieb (Originaltitel Yolanda and the Thief) ist ein US-amerikanisches Filmmusical aus dem Jahr 1945 von Vincente Minnelli. Der Film wurde von Metro-Goldwyn-Mayer produziert und basiert auf der gleichnamigen Kurzgeschichte von Ludwig Bemelmans und Jacques Théry, veröffentlicht im Juli 1943 in Town and Country. Die Hauptrollen spielen Fred Astaire und Lucille Bremer.

## Handlung
Als der Gauner Johnny Parkson Riggs bei einer Zugfahrt Yolanda Aquaviva, einer im Kloster aufgewachsenen lateinamerikanischen Thronerbin des fiktiven Staates Patria, die ein Millionenvermögen zu erwarten hat, begegnet, plant er, die junge Frau zu betrügen. Mit seinem Kompagnon Victor Budlow Trout, der dem Plan skeptisch gegenübersteht, folgt er Yolanda in deren Heimatstadt Esperando und zu ihrem Anwesen. Dort beobachtet er, wie die junge Frau zu ihrem Schutzengel betet. Unbemerkt von beiden wird Yolanda von einem weiteren Mann, einem Mr. Candle, beobachtet. Am nächsten Morgen ruft Johnny Yolanda an und gibt sich als Mr. Brown aus, und behauptet, ihr Schutzengel zu sein. Er überzeugt sie, nur das Beste für sie zu wollen, weshalb es klug sei, seinen Ratschlägen zu folgen.
Als Johnny Yolanda am nächsten Tag besucht, stellt sie ihm eine schriftliche Handlungsvollmacht aus und unterschreibt eine Schuldverschreibung über eine Million Dollar. Johnny steckt beides in eine Tasche und wirft diese aus dem Fenster. Der draußen wartende Victor wird von der Tasche ausgeknockt. Mr. Candle kommt vorbei und nimmt die Tasche an sich.
Johnny und Victor besuchen einen Nachtclub und treffen dort auf Candle, der die Tasche dabeihat. Sie entschließen sich, eine Münze darüber entscheiden zu lassen, wer die Tasche erhält, und Johnny gewinnt. Candle sucht Yolandas Tante Amarilla auf und erzählt ihr, dass Johnny Handlungsvollmacht von Yolanda erhalten habe. Für Tante Amarilla bedeutet das, dass Johnny und Yolanda heiraten müssen. Yolanda befürchtet, dass ihr Schutzengel, in den sie sich verliebt hat, sie dann verlassen werde.
Tatsächlich sind Johnny und Victor gerade dabei, die Stadt zu verlassen, werden jedoch von der Polizei gestoppt und zum Anwesen von Yolanda zurückgebracht. Dort findet gerade ein Kostümball statt. Alle Gäste sehen in Johnny Yolandas zukünftigen Gatten. Nachdem Johnny mit Yolanda getanzt hat, teilt er ihr mit, dass er sie verlassen müsse.
In der Nacht schreibt Johnny einen Brief, in dem er Yolanda die Wahrheit erzählt. Er will ihr auch das gestohlene Geld wiedergeben. Am Morgen erfahren Johnny und Victor im Zug, dass die Polizei sie verhaften werde, sobald sie die Stadt verlassen. Candle taucht auf und gibt sich als der wahre Schutzengel zu erkennen. Er hat bereits alles für Johnnys Hochzeit mit Yolanda arrangiert. Während der Hochzeitsfeier gibt Candle Johnny ein Foto. Darauf sind er, Yolanda und vier Kinder zu sehen. Als Candle verschwindet, schwört Johnny Yolanda, dass er sie immer beschützen werde.

## Entstehung
| Figur                | Darsteller        | Deutscher Sprecher |
| -------------------- | ----------------- | ------------------ |
| Johnny Parkson Riggs | Fred Astaire      | Eckart Dux         |
| Yolanda Aquaviva     | Lucille Bremer    | Petra Barthel      |
| Victor Budlow Trout  | Frank Morgan      | Wolfgang Völz      |
| Tante Amarilla       | Mildred Natwick   | Marianne Lutz      |
| Duenna               | Mary Nash         |                    |
| Mr. Candle           | Leon Ames         | Ortwin Speer       |
| Oberin               | Jane Green        | Christel Merian    |
| Lehrer               | Ludwig Stössel    |                    |
| Gigi                 | Ghislaine Perreau |                    |

Gedreht wurde von Mitte Januar bis Mitte Mai 1945 in den MGM-Studios in Culver City. Das Budget war mit 2,4 Millionen US-Dollar überdurchschnittlich hoch für eine damalige Hollywood-Produktion.
Aus der Fachzeitschrift der Filmindustrie The Hollywood Reporter ging im Juli 1943 hervor, dass MGM die Filmrechte an der von Bemelmans und Théry geschriebenen Kurzgeschichte für 23.000 US-Dollar erworben hatte und dass ursprünglich der Texter und Librettist Ey Harburg den Film produzieren sollte. Im März 1944 wurde bekannt, dass Ludwig Bemelmans an einem Drehbuch gearbeitet habe. Bemelmans wurde für seine in den 1930er Jahren veröffentlichten Kinderbücher und Kurzgeschichten bekannt, sein beliebtestes Buch trägt den Titel Madeline. Für eine Hauptrolle war laut verschiedener Nachrichten Lucille Ball im Gespräch, die dann aber die Hauptrolle in der Filmkomödie Eine Falle für die Braut übernahm. Victor Moore war ursprünglich für die Rolle von Frank Morgan und Hume Cronyn für die von Leon Ames eingestellt worden.
Ursprünglich soll der Schriftsteller Joseph Schrank einen frühen Entwurf eines Drehbuchs geschrieben haben, das auf einer von Bemelmans und Théry verfassten Filmhandlung basierte. Dieses Drehbuch wurde von Arthur Freed jedoch abgelehnt. George Wells wurde sodann beauftragt ein neues Drehbuch zu verfassen. Dieses wurde jedoch ebenfalls abgelehnt. Der nächste Autor war Robert Nathan. Der endgültige Entwurf des Drehbuchs stammte dann jedoch von Irving Brecher, der dieses mit Hilfe von Bemelmans schrieb. Brecher lehnte den Auftrag zunächst ab, erklärte sich dann aber bereit, da MGM ihm einen Vierjahresvertrag mit einem Gehalt von 2.000 US-Dollar pro Woche versprach. In Zusammenarbeit mit dem Komponisten Harry Warren vollendete Freed die Partitur von Yolanda and the Thief innerhalb von drei Wochen. Die Fertigstellung des Films schlug mit 2.500.000 US-Dollar zu Buche und verlor bei der Erstveröffentlichung mehr als 1.500.000 US-Dollar.
Cedric Gibbons und Jack Martin Smith waren die Filmarchitekten, Edwin B. Willis und Richard Pefferle die Ausstatter. Die Kostüme stammen von Irene Sharaff. Conrad Salinger übernahm die musikalische Leitung des Orchesters. Für den Ton war Douglas Shearer verantwortlich. Harry Warren und Arthur Freed schrieben für den Film die Songs This Is a Day for Love, Angel, Will You Merry Me?, Yolanda und Coffee Time. Lucille Bremers Texte wurden von Trudy Erwin gesungen.
In kleinen Nebenrollen sind Nina Bara als Zimmermädchen, Alma Beltran als Dienstmädchen, Boyd Bennett als Olaf, Torben Meyer als Stadtrat und Max Willenz als Tourist zu sehen.

## Veröffentlichung und Auswertung
Die Premiere des Films fand am 20. November 1945 in Los Angeles statt, der allgemeine Kinostart in den USA erfolgte zwei Tage später. In der Bundesrepublik Deutschland gab es keinen Kinostart, der Film wurde am 7. Juni 1974 erstmals im deutschen Fernsehen ausgestrahlt. Im Jahr 1946 wurde der Film auch in Schweden, im Vereinigten Königreich und in Portugal veröffentlicht, 1947 in Finnland und 1948 in Mexiko und Frankreich. Weitere Veröffentlichungen erfolgten in Australien, Brasilien, Kanada, Griechenland, Ungarn, Italien, Polen, in der Sowjetunion, in Spanien und in Uruguay.
Yolanda und der Dieb war der erste größere Flop der MGM-Musicalabteilung unter Arthur Freed sowie von Regisseur Vincente Minnelli. Die Karriere von Lucille Bremer, die nach einem ersten Erfolg neben Judy Garland in Meet Me in St. Louis mit diesem Film eigentlich zum Star aufgebaut werden sollte, erholte sich von dem Misserfolg nicht mehr und zog sich bereits 1948 aus dem Filmgeschäft zurück. Astaire dachte nach dem Flop des Films über eine Beendigung seiner Karriere nach, erst nach dem Kinoerfolg des Musikfilms Blau ist der Himmel im folgenden Jahr zerstreuten sich seine Bedenken wieder.
Frank Miller äußerte 2003, manchmal könne aus einem größten Misserfolg auch ein größter Erfolg hervorgehen. Dafür sei der Film Yolanda und der Dieb ein typisches Beispiel. Der Film von 1945 habe fast 1,7 Millionen Dollar an den Kinokassen verloren, die Karriere seiner Hauptdarstellerin beendet und hätte Fred Astaire beinahe aus dem Kino verbannt. Doch genau die Dinge, die den Film an den Kinokassen hätten scheitern lassen, hätten ihn im Laufe der Jahre in den Herzen seiner Fans am Leben erhalten. Der Film sei seiner Zeit stilistisch um Jahrzehnte voraus gewesen und heute ein Vorbote der persönlicheren Arbeiten von Filmemachern wie Peter Greenaway und David Lynch zu sein.

## Kritiken
Yolanda and the Thief fiel 1945 gleichermaßen bei Kritikern und Publikum durch. Die Meinungen heutiger Kritiker über den Film schwanken zwischen Begeisterung und Ablehnung. Der US-amerikanische Aggregator Rotten Tomatoes erfasst inzwischen 80 % wohlwollende Besprechungen und ordnet den Film dementsprechend als „Frisch“ ein.

„In Dekor und Farbe aufwendiges, trotz ungewöhnlicher Tanzszenen jedoch nur halbwegs unterhaltsames filmisches Märchen.“

„Dank Fred Astaires Tanzeinlagen lichte Momente der Kinomagie [–] Leichtfüßig umtanzt Fred Astaire die Schmalzklippen.“

Dave Kehr vom Chicago Reader war der Auffassung, dass der Film als Musical auf Grund des trivialen Drehbuchs und der nicht bemerkenswerten Songs zu wenig biete. Doch der visuelle Stil sei einzigartig. Minnelli lasse seine Fantasie von der Leine, das Ergebnis sei ein fesselnder, traumhafter Film, zusammengestellt aus verblüffenden, ungeheuerlichen und manchmal großartigen Bildern.
Der Kritiker und Autor Emanuel Levy befasste sich auf seiner Seite mit dem Film und stellte fest, dass er für ein angebliches Musical deutlich zu wenig Lieder und Tanznummern enthalte. Die gemeinsamen Bemühungen von vier am Drehbuch beteiligten Autoren hätten zu einem, gelinde ausgedrückt, inkohärenten, stumpfen Text geführt. Für Frank Morgan sei die Rolle des Victor Budlow Trout aus der Diebeskohorte maßgeschneidert gewesen. Doch sei die Absicht, Neues zu gestalten, in der Ausführung fehlgeschlagen. Der größte Fehler sei jedoch die Besetzung der Titelrolle mit Lucille Bremer, die einfach zu frostig rüberkomme und zu alt gewesen sei, um es zu schaffen, das Publikum auf ihre Seite zu ziehen. Astaires Rolle sei die wohl unappetitlichste, die er bisher gespielt habe. Von dem Dutzend Musicals, bei denen Minnelli Regie geführte habe, sei Yolanda und der Dieb wohl das künstlerisch schwächste und kommerziell am wenigsten erfolgreichste.
Bosley Crowther schrieb in der New York Times, dass Geschmack und Phantasie heutzutage im Musikfilm so selten seien, dass eine Prise von beidem ausreiche, um auch über offensichtliche Fehler hinwegzusehen. Deshalb habe das Publikum den Film mit Begeisterung aufgenommen. Die aus einer schelmischen Fabel von Jacques Théry und Ludwig Bemelmans entnommene Geschichte habe Vincente Minnelli mit Charme versehen und prachtvoll ausgestattet, von Arthur Freed sei sie dementsprechend gefällig montiert worden. Herausgekommen sei eine angenehme Mischung mit glitzernden Reizen für Auge und Ohr, die jedoch durchweg von flachen Dialogen behindert werde denen es im Gegensatz zu der visuellen Eleganz an Esprit fehle. Brillanz  und Farbe der Kulissen und Kostüme seien nahezu unvergleichlich – so reich und theatralisch geschmackvoll, wie man es noch nie gesehen habe. Die Tanznummer von Lucille Bremer und Fred Astaire seien einfach grandios.
Auch Derek Winnert lobte die Tanzszenen und meinte, Fred Astaire und Lucille Bremer kämen nach Broadway Melodie 1950 (1945) erneut zusammen, um noch anmutiger zu tanzen in einem großzügig ausgestatteten Technicolor-Film mit Flair von MGM. Winnert lobte auch die Leistungen von Frank Morgan, Leon Ames und Mildred Natwick, die allesamt ausgezeichnet und gewinnend anzuschauen seien. Zu den Höhepunkten des Films gehöre das 16-minütige Traumballett Will You Marry Me und das Finale mit Arthur Freeds und Harry Warrens Song Coffee Time. Der Kritiker verwies darauf, dass der Film seinerzeit ein Flop gewesen und seiner Meinung nach immer noch unterbewertet und großteils vergessen sei.
Craig Butler kam in seiner Besprechung für AllMovie ebenfalls zum Ergebnis, dass nur wenige Musicals der damaligen Zeit so extreme und unterschiedliche Reaktionen ausgelöst hätten wie Yolanda und der Dieb. Es sei ein Liebe-oder-Hasse-ihn-Film und eindeutig ein Triumph des Stils über den Inhalt. Der zerbrechlichen Geschichte schadeten vor allem die schwachen Dialoge. Darüber hinaus aber sei der Film ein Augenschmaus voller opulenter und bizarrer Kulissen, prächtiger Kostüme und schillernder Kompositionen. Die surrealen Designs, die für das berühmte Traumballett geschaffen worden seien, seien Kunstwerke – nicht weil sie Dali-esk seien, sondern weil sie ein insgesamt einzigartiges und unvergessliches visuelles Erlebnis schaffen würden. Eugene Lorings Choreografie dafür und die ‚Coffee Time‘-Routine seien atemberaubend. Regisseur Vincente Minnelli verdiene Anerkennung dafür, dass er diese Elemente zusammengebracht habe. Eine weitere Stärke des Films sei Fred Astaire, und zwar eine von unschätzbarem Wert. Lucille Bremer hingegen sei dramatisch überfordert, sei aber eine wunderbare Tänzerin und Partnerin von Astaire. Butler kam zu dem Schluss, Yolanda sei ein ungewöhnliches Filmerlebnis und bleibe im Gedächtnis des Zuschauers – im Guten wie im Schlechten – noch lange, nachdem man den Film gesehen habe.